# Letícia Oro Melo
Letícia Oro Melo (Joinville, 5 de outubro de 1997) é uma atleta brasileira especialista no salto em distância. Campeã brasileira de 2022 e sul-americana de 2021, foi medalha de bronze no Campeonato Mundial de Atletismo de 2022 em Eugene, Estados Unidos, a primeira competição de grande porte internacional que participou na carreira. Ela é a segunda brasileira a ganhar uma medalha mundial, sete anos após Fabiana Murer. Seu salto de 6,89 m, conseguido na primeira tentativa e único salto válido dos seis totais da prova, é sua melhor marca pessoal.
Participa do clube Corville, de Santa Catarina.

## Carreira
Formada como atleta na Corville, associação de atletismo de Joinville, Santa Catarina, cidade natal, teve resultados expressivos no atletismo desde a base (foi campeã sul-americana sub-18 em 2014 e sub-20 em 2015) mas sem resultados que causassem impressão depois de competir no adulto. Isso só aconteceu os 23 anos, em 2021, quando venceu o Campeonato Sul-Americano no Equador, com um salto de 6,63 m, então sua melhor marca. No segundo semestre, uma lesão de ligamento cruzado anterior (LCA) do joelho a obrigou a passar por uma cirurgia, ficando sete meses afastada das competições. Voltou a participar do salto em distância em junho de 2022, apenas um mês antes do Mundial, conquistando o Troféu Brasil de Atletismo com 6,59m.
No Mundial, ela só conseguiu se classificar para a final no último salto da eliminatória, quando marcou 6,64m, 1 cm a mais que sua melhor marca da carreira, entrando na última das 12 vagas para a final da prova. Em seu primeiro salto, assumiu a liderança saltando 6,89m, mais de 20 cm de seu recorde pessoal. Letícia queimou todas as outras cinco tentativas, mas mesmo assim foi ultrapassada apenas pela campeã olímpica alemã Malaika Mihambo e pela nigeriana Ese Brume, garantindo a primeira medalha feminina brasileira em campeonatos mundiais desde 2015.

### 2022-2023
Em agosto de 2022, disputou o Mundial do Oregon, nos Estados Unidos, e ficou com a medalha de bronze.

Competiu nas provas de salto em distância nos Jogos Pan-Americanos de 2023, ocorridos em outubro e novembro, em Santiago, no Chile. Nesta disputa, cada atleta pode saltar seis vezes. Na primeira rodada, Leticia atingiu 6,19m, marca que não superou nos saltos seguintes. Não realizou os dois últimos saltos, por uma contusão. Com essa distância, ficou em sexto lugar da competição. O pódio ficou dividido entre a colombiana Natalia Linares, com a distância de 6,66m e a medalha de ouro; a brasileira Eliane Martins, com 6,49m e a medalha de prata; e a estadunidense Tiffany Flynn com 6,40m e a medalha de bronze.